# Campionati europei di ginnastica artistica 2011 - Concorso individuale femminile
La finale del concorso individuale femminile si è svolta l'8 aprile 2011, con inizio alle ore 19:00.

## Risultati
| Pos.    | Ginnasta            | Nazione     | Attrezzo  | Attrezzo  | Attrezzo | Attrezzo     | Totale |
| Pos.    | Ginnasta            | Nazione     | Volteggio | Parallele | Trave    | Corpo libero | Totale |
| ------- | ------------------- | ----------- | --------- | --------- | -------- | ------------ | ------ |
| Oro     | Anna Dement'eva     | Russia      | 13,600    | 14,250    | 15,150   | 14,475       | 57,475 |
| Argento | Elisabeth Seitz     | Germania    | 14,625    | 14,725    | 13,625   | 13,725       | 56,700 |
| Bronzo  | Amelia Racea        | Romania     | 14,400    | 13,825    | 14,550   | 13,825       | 56,600 |
| 4       | Diana Chelaru       | Romania     | 14,350    | 13,450    | 13,975   | 14,550       | 56,325 |
| 5       | Carlotta Ferlito    | Italia      | 13,875    | 13,175    | 14,875   | 13,900       | 55,825 |
| 6       | Vanessa Ferrari     | Italia      | 13,875    | 13,900    | 13,750   | 13,950       | 55,475 |
| 7       | Céline van Gerner   | Paesi Bassi | 13,525    | 14,375    | 13,750   | 13,800       | 55,450 |
| 8       | Ariella Kaeslin     | Svizzera    | 14,750    | 13,625    | 14,150   | 12,850       | 55,375 |
| 9       | Giulia Steingruber  | Svizzera    | 15,375    | 13,325    | 12,875   | 13,450       | 55,025 |
| 10      | Marine Brevet       | Francia     | 13,525    | 13,350    | 14,025   | 13,775       | 54,675 |
| 11      | Marta Pihan-Kulesza | Polonia     | 13,575    | 13,025    | 14,225   | 13,700       | 54,525 |
| 12      | Julie Croket        | Belgio      | 14,000    | 13,050    | 13,075   | 14,175       | 54,300 |
| 13      | Hannah Whelan       | Regno Unito | 13,525    | 12,850    | 13,950   | 13,850       | 54,175 |
| 14      | Aagje Vanwalleghem  | Belgio      | 13,775    | 13,150    | 13,150   | 13,500       | 53,575 |
| 15      | Vasilikī Millousī   | Grecia      | 12,700    | 13,725    | 13,975   | 13,125       | 53,525 |
| 16      | Danusia Francis     | Regno Unito | 13,500    | 13,125    | 13,400   | 13,350       | 53,375 |
| 17      | Dorina Böczögõ      | Ungheria    | 13,500    | 13,075    | 13,175   | 12,850       | 52,600 |
| 18      | Stefani Bismpikou   | Grecia      | 13,200    | 12,925    | 13,575   | 12,525       | 52,225 |
| 19      | Jana Šikulová       | Rep. Ceca   | 13,650    | 13,750    | 11,975   | 12,700       | 52,075 |
| 20      | Veronica Wagner     | Svezia      | 13,600    | 11,850    | 13,525   | 12,775       | 51,750 |
| 21      | Yvette Moshage      | Paesi Bassi | 13,275    | 13,000    | 12,475   | 12,775       | 51,525 |
| 22      | Valeriia Maksiuta   | Israele     | 13,925    | 11,950    | 11,575   | 12,125       | 49,575 |
| 23      | Jonna Adlerteg      | Svezia      | 13,200    | 13,350    | 10,275   | 12,675       | 49,500 |
| 24      | Alija Mustafina     | Russia      | 15,375    |           |          |              | 15,375 |